# Agrilus viridicaerulans rubi
Agrilus viridicaerulans rubi é uma subespécie de insetos coleópteros polífagos pertencente à família Buprestidae.
A autoridade científica da subespécie é Schaefer, tendo sido descrita no ano de 1937.
Trata-se de uma subespécie presente no território português.